# Якушко, Герасим Васильевич
Гера́сим Васи́льевич Яку́шко (бел. Гера́сім Васі́левіч Яку́шка; 3 марта 1900, деревня Поддубное, Белыничский уезд, Могилевская губерния Российской империи — 6 января 1942, Минск, оккупированная территория Белорусской ССР) — белорусский советский архитектор, член Союза строителей и Союза архитекторов СССР, главный архитектор Минска в 1936—1941 годах.

## Биография[1]
Родился 3 марта 1900 года в деревне Поддубное Белыничского уезда Могилевской губернии в крестьянской семье.
В 1918 году окончил Могилевское реальное училище.
В 1918—1924 годах учился в Институте гражданских инженеров в Петрограде. Дипломный проект выполнял под руководством известного петербургского архитектора А. С. Никольского (1884—1953).
После окончания института был направлен на работу в Минск.
Прошел все этапы иерархической лестницы инженера-строителя:
 
1924 — инженер Министерства строительства республики;
 
1928 — прораб строительного треста;
 1929 — технический руководитель Торгово-строительного треста, главный инженер треста;
 
1931—1933 — технический директор треста Минстрой.
В 1936—1941 годах занимал должность главного архитектора города Минска.
Член Союза строителей с 1928 и член Союза архитекторов СССР с 1935 года.
Заболев тифом, Герасим Васильевич Якушко умер 6 января 1942 года в оккупированном немецкими войсками Минске. Похоронен на городском Военном кладбище.

## Творчество
Ряд зданий, построенных по проектам Герасима Якушко, несут ярко выраженные черты эпохи и стали заметным явлением архитектуры 1930-х — 1940-х годов.
В 1930 по проекту Якушко в Минске построено компактное двухэтажное здание Центральной рабочей поликлиники по улице Мясникова. Это сооружение несет в себе ярко выраженные черты архитектурного стиля, который получил название конструктивизм. Здание отличают хороший вкус, взвешенные пропорции, единство частей и целого, общий лаконизм деталировки, присущий конструктивизму.
В 1930-е годы в Минске начались широкомасштабное строительство, призванное качественно улучшить архитектурный облик столицы молодой Белорусской республики. Согласно Генеральному плану часть старой застройки подлежала сносу; улица Советская (бывшая Захарьевская) становилась главной магистралью города. Ко времени назначения Г. В. Якушко главным архитектором Минска здесь уже строились монументальные здания Дома правительства, Академии наук и другие, формировавшие новый облик города.
Возведенные по проектам Якушко жилой дом Городского совета (1937),
гостиница Белорусского военного округа (1939) и здание Минского политехникума (1938) вместе с работами других архитекторов задали основной ритм и высотность главной улицы Минска.
По окончании Второй мировой войны гостиница и дом Горсовета органично вошли в ансамбль проспекта, созданного в 1950-е годы и в общей застройке города не потеряли своих индивидуальных черт.

## Основные работы[1]

### Борисов
1930 — здание средней школы в Борисове;

### Витебск
1930 — Витебская государственная швейная фабрика «Знамя индустриализации». Улица Суражская (сегодня улица Гагарина, 11).
1931 — Витебская чулочно-трикотажная фабрика имени 10-летия КИМ (Коммунистического интернационала молодежи). Улица Горького, 42.
Борисов (город)|

### Минск
1927 — здание автоматической телефонной станции, не сохранилось;
1930-е — фонтан на площади Свободы, не сохранился;
1930 — здание Центральной рабочей поликлиники по улице Мясникова;
1930 — здание кинотеатра «Пролетарий» по улице Советской, не сохранилось;
1931 — Республиканский творческий конкурс на лучший проект здания постоянной Всебелорусской выставки. 1-я премия, в соавторстве с В. В. Струевым;
1931 — проект гостиницы на 300 мест;
1932 — проект здания общежития для студентов Белорусского государственного университета и Медицинского института, в соавторстве с Г. Л. Лавровым;
1932 — проект здания Автодорожного техникума, в соавторстве с инженером Артюхиным;
1933 — проект здания Финансово-экономического техникума;
1933 — проект здания Минского цирка;
1934— проект надстройки и приспособление здания по улице Ленинградской, 6 для общежития студентов Медицинского института;
1935 — проект бани по улице Московской;
1935 — проект 30-квартирного жилого дома для научных работников Академии наук БССР, в соавторстве с архитектором С. Гейдукевичем;
1935 — реконструкция кинотеатра «Родина» на улице Советской, не сохранилось;
1935 — проект здания школы № 4;
1936 — проект реконструкции Клуба имени К. Маркса;
1936 — проект дачи Минского городского исполнительного комитета и Городского комитета Коммунистической партии (большевиков) Белоруссии;
1937 — проект здания Белорусского промышленного банка по улице Пушкинской;
1937 — 120-квартирный жилой дом Городского совета (сегодня — проспект Независимости, здания 43 и 45);
1938 — здание Минского политехникума;
1939 — здание гостиницы Белорусского военного округа 
(сегодня — проспект Независимости, 27);
1940 — здание бани по улице Московской;
1939—1940 — проект корректировки Генерального плана Минска в составе авторского коллектива.

### Масюковщина
1933 — проект 2-комплектной школы на 80 учащихся для деревни Масюковщина.

### Могилев
1938 — Всебелорусский конкурс на лучший проект драматического театра. 2-я премия, в соавторстве с архитектором В. И. Гусевым;
1940 — жилой дом Народного комиссариата внутренних дел.

## Семья
В браке родились дочери Нонна (1937) и Алла (1940).